# Diana Silva
Pour les articles homonymes, voir Silva.
Diana Silva, née le 4 juin 1995, est une footballeuse internationale portugaise qui joue au poste d'attaquant. En 2019, elle joue pour le Benfica Lisbonne , club basé à Lisbonne au Portugal.

## Biographie
Diana Silva se passionne pour le football depuis son plus jeune âge et commence à jouer à l'âge de six ans. À l'âge de 12 ans, elle rejoint l'Atlético Ouriense où elle fait initialement partie de l'équipe des jeunes garçons, car à l'époque, le club n'avait pas encore d'équipes filles. Puis à 13 ans, elle rejoint l'équipe féminine senior, car il n'existe pas de championnat de football féminin catégories jeunes. Pendant huit ans, elle partage la progression du football féminin au sein du club et participe à la double conquête du championnat national de football féminin, ainsi qu'une coupe. Grâce aux bons résultats du club, Diana Silva fait ses débuts en coupe continentale des clubs, le 8 août 2013, à l’occasion d'un match perdu contre le club suisse du FC Zürich Frauen, lors des phases de groupe de la saison 2013-2014 de la Ligue des champions féminine.
À 18 ans, elle commence des études de sciences pharmaceutiques à l'Université de Coimbra. Elle continue ses entraînements hebdomadaires au club d'Ourém, faisant, 60 km aller, et 60 km retour en train plusieurs jours par semaine.
En 2015, elle décide de passer au Clube de Albergaria, ce qui la rapprochait de l'université où elle continuait ses études pharmaceutiques, elle n'y reste qu'une seule saison. En 2016, à la suite de la décision de la direction du Sporting Clube de Portugal de reconstituer une équipe de football féminine, après 21 ans d’interruption, elle fait partie des premières joueuses à rejoindre la nouvelle aventure d'un des clubs phares du football portugais. Durant la première saison, elle alterne son activité sportive avec ses études universitaires et obtient son diplôme en sciences pharmaceutiques à l'Université de Lisbonne. Elle remporte avec son nouveau club le championnat du Portugal dès la première saison, mais aussi la coupe ainsi que la supercoupe.

## Statistiques

### En club
| Saison                | Club                  | Championnat           | Championnat | Championnat | Coupe(s) nationale(s) | Coupe(s) nationale(s) | Compétition(s) continentale(s) | Compétition(s) continentale(s) | Compétition(s) continentale(s) | Sélection | Sélection | Sélection | Total | Total |
| Saison                | Club                  | Division              | M.          | B.          | M.                    | B.                    | Comp.                          | M.                             | B.                             | Équipe    | M.        | B.        | M.    | B.    |
| 2009-2010             | CA Ouriense           | II Divisão Feminina   | -           | -           | -                     | -                     | -                              | 0                              | 0                              | -         | 0         | 0         | 0     | 0     |
| 2010-2011             | CA Ouriense           | II Divisão Feminina   | -           | -           | -                     | -                     | -                              | 0                              | 0                              | -         | 0         | 0         | 0     | 0     |
| 2011-2012             | CA Ouriense           | II Divisão Feminina   | -           | -           | -                     | -                     | -                              | 0                              | 0                              | U19       | 12        | 2         | 12    | 2     |
| 2012-2013             | CA Ouriense           | Liga Feminina         | 8           | 12          | 1                     | 1                     | -                              | -                              | -                              | U19       | 8         | 3         | 17    | 16    |
| 2013-2014             | CA Ouriense           | Liga Feminina         | 4           | 3           | 0                     | 0                     | -                              | 3                              | 2                              | A         | 3         | 0         | 10    | 5     |
| 2013-2014             | CA Ouriense B         | II Divisão Feminina   | 1           | 1           | 0                     | 0                     | -                              | 0                              | 0                              |           | 0         | 0         | 1     | 1     |
| 2014-2015             | CA Ouriense           | Liga Feminina         | -           | -           | -                     | -                     | -                              | 4                              | 1                              | A         | 3         | 0         | 7     | 1     |
| Sous-total            | Sous-total            | Sous-total            | 13          | 16          | 1                     | 1                     | -                              | 7                              | 3                              |           | 26        | 5         | 47    | 25    |
| 2015-2016             | Clube de Albergaria   | Liga Feminina         | 24          | 14          | 1                     | 0                     | -                              | 0                              | 0                              | A         | 6         | 1         | 31    | 15    |
| Sous-total            | Sous-total            | Sous-total            | 24          | 14          | 1                     | 0                     | -                              | 0                              | 0                              |           | 6         | 1         | 31    | 15    |
| 2016-2017             | Sporting CP           | Liga Feminina         | 24          | 26          | 5                     | 5                     | -                              | 0                              | 0                              | A         | 14        | 0         | 43    | 31    |
| 2017-2018             | Sporting CP           | Liga Feminina         | 21          | 22          | 7                     | 11                    | -                              | 3                              | 2                              | A         | 15        | 5         | 46    | 40    |
| 2018-2019             | Sporting CP           | Liga Feminina         | 18          | 7           | 3                     | 4                     | -                              | 3                              | 3                              | A         | 13        | 6         | 37    | 20    |
| 2019-2020             | Sporting CP           | Feminina              | 15          | 7           | 5                     | 3                     | -                              | 0                              | 0                              | A         | 1         | 0         | 21    | 10    |
| Sous-total            | Sous-total            | Sous-total            | 78          | 62          | 20                    | 23                    | -                              | 6                              | 5                              |           | 43        | 11        | 147   | 101   |
| Total sur la carrière | Total sur la carrière | Total sur la carrière | 115         | 92          | 22                    | 24                    | -                              | 13                             | 8                              |           | 75        | 17        | 225   | 141   |

Statistiques actualisées le 25 avril 2020

#### Matchs disputés en coupes continentales[6]
| Matchs | Date           | Stade                                | Adversaire        | Résultat | Minutes  | Compétition         | Buts | Tour                   | Club        |
| ------ | -------------- | ------------------------------------ | ----------------- | -------- | -------- | ------------------- | ---- | ---------------------- | ----------- |
| 1      | 8 août 2013    | Stade municipal de Fátima, Fátima    | FC Zürich Frauen  | 5 – 0    | 81 min   | Ligue des champions | 0    | Phase de qualification | CA Ouriense |
| 2      | 10 août 2013   | Stade municipal de Fátima, Fátima    | KÍ Klaksvík       | 2 – 1    | 90 min   | Ligue des champions | 1    | Phase de qualification | CA Ouriense |
| 3      | 13 août 2013   | Stade municipal de Fátima, Fátima    | ŽFK Ekonomist     | 1 – 1    | 90 min   | Ligue des champions | 1    | Phase de qualification | CA Ouriense |
| 4      | 9 août 2014    | Stade municipal de Fátima, Fátima    | Standard de Liège | 1 – 0    | 90 min   | Ligue des champions | 1    | Phase de qualification | CA Ouriense |
| 5      | 11 août 2014   | Stade municipal de Fátima, Fátima    | ASA Tel-Aviv      | 2 – 1    | 90 min   | Ligue des champions | 0    | Phase de qualification | CA Ouriense |
| 6      | 8 octobre 2014 | Stade municipal de Fátima, Fátima    | Fortuna Hjørring  | 0 – 3    | 90 min   | Ligue des champions | 0    | Seizièmes de finale    | CA Ouriense |
| 7      | 8 octobre 2014 | Frederikshavn Stadion, Frederikshavn | Fortuna Hjørring  | 6 – 0    | 90 min   | Ligue des champions | 0    | Seizièmes de finale    | CA Ouriense |
| 8      | 22 août 2017   | Hévízi úti Stadion, Budapest         | BIIK Kazygurt     | 2 – 1    | 90 min   | Ligue des champions | 1    | Phase de qualification | Sporting CP |
| 9      | 25 août 2017   | Stade Nándor Hidegkuti, Budapest     | MTK Hungária FC   | 2 – 0    | 90 min   | Ligue des champions | 0    | Phase de qualification | Sporting CP |
| 10     | 28 août 2017   | Hévízi úti Stadion, Budapest         | KF Hajvalia       | 1 – 4    | 65 min   | Ligue des champions | 1    | Phase de qualification | Sporting CP |
| 11     | 7 août 2018    | Stade Gradski vrt, Osijek            | Avaldsnes IL      | 3 – 2    | 90 min   | Ligue des champions | 0    | Phase de qualification | Sporting CP |
| 12     | 10 août 2018   | Stade Gradski vrt, Osijek            | ŽNK Osijek        | 3 – 0    | 90+1 min | Ligue des champions | 2    | Phase de qualification | Sporting CP |
| 13     | 13 août 2018   | Stade HNK Cibalia, Vinkovci          | ŽFK Dragon 2014   | 0 – 4    | 90 min   | Ligue des champions | 1    | Phase de qualification | Sporting CP |

### En sélection nationale[7]
Diana Silva est appelé par la fédération portugaise de football à porter le maillot de l'équipe nationale des moins de 19 ans lors des qualifications pour le championnat d'Europe 2012 en Turquie. Le 17 septembre 2011, lors du match perdu contre l'Irlande, 1-0, elle entre à la 82e minute en remplacement de Tatiana Pinto. La sélection portugaise est qualifier pour la phase finale et atteint les demi-finales étant éliminée par l'Espagne. Entre 2011 et 2013, elle dispute 28 rencontres, inscrivant 10 buts.
À l'âge de 19 ans, le manager principal de l'équipe nationale, Francisco Neto, l'appelle chez les A pour disputer l'édition 2014 de l'Algarve Cup et fait ses débuts le 7 mars, face l'équipe de Russie, remplaçant Jessica Silva à la 60e minute. Elle est ensuite régulièrement convoqué, partageant le parcours de son équipe nationale lors des éditions successives de l'Algarve Cup. C'est à l'édition 2016, qu'elle marque pour la première fois, le 9 mars 2016, marquant le seul but de la sélection portugaise lors de la rencontre avec le Danemark. Elle participe à l'Euro 2017 aux Pays-Bas.
| Matches officiels de Diana Silva en sélections portugaises au 10 octobre 2019 | Matches officiels de Diana Silva en sélections portugaises au 10 octobre 2019 | Matches officiels de Diana Silva en sélections portugaises au 10 octobre 2019 | Matches officiels de Diana Silva en sélections portugaises au 10 octobre 2019 | Matches officiels de Diana Silva en sélections portugaises au 10 octobre 2019 |
| Club                                                                          | V.                                                                            | N.                                                                            | D.                                                                            | Buts                                                                          |
| ----------------------------------------------------------------------------- | ----------------------------------------------------------------------------- | ----------------------------------------------------------------------------- | ----------------------------------------------------------------------------- | ----------------------------------------------------------------------------- |
| Portugal U19 (28 matchs: 34,15%) (Incomplet)                                  | 10 (50%)                                                                      | 3 (15%)                                                                       | 7 (35%)                                                                       | 5 (29,41%)                                                                    |
| Portugal A (54 matchs: 65,85%)                                                | 18 (33,33%)                                                                   | 13 (24,07%)                                                                   | 23 (42,06%)                                                                   | 12 (70,59 %)                                                                  |
| Total (Incomplet)                                                             | 28 (37,84%)                                                                   | 16 (21,62%)                                                                   | 30 (40,54%)                                                                   | 17                                                                            |

## Palmarès

### Avec leCA Ouriense
- Vainqueur de la II Divisão feminina en 2011-12
- Vainqueur de la Liga feminina en 2012-13 et 2013-14
- Vainqueur de la Taça de Portugal en 2013-14

### Avec leClube de Albergaria
- Finaliste de la supertaça de Portugal en 2015

### Avec leSporting CP
- Vainqueur de la Liga feminina en 2016-17 et 2017-18
- Vainqueur de la Taça de Portugal en 2016-17 et 2017-18
- Vainqueur de la supertaça de Portugal en 2017
- Finaliste de la supertaça de Portugal en 2018